# Cerritos (California)
Cerritos è una città della contea di Los Angeles, Stati Uniti, e fa parte delle Gateway Cities del sudest della contea di Los Angeles. Fu incorporata il 24 aprile 1956.
A Cerritos si schiantò il volo Aeroméxico 498; nell'incidente, oltre alle 67 persone a bordo, persero la vita anche 15 a terra.